# Jaggayyapeta
Jaggayyapet é uma cidade e uma nagar panchayat no distrito de Krishna, no estado indiano de Andhra Pradesh.

## Demografia
Segundo o censo de 2001, Jaggayyapet tinha uma população de 39,817 habitantes. Os indivíduos do sexo masculino constituem 51% da população e os do sexo feminino 49%. Jaggayyapet tem uma taxa de literacia de 67%, superior à média nacional de 59.5%: a literacia no sexo masculino é de 73% e no sexo feminino é de 60%. Em Jaggayyapet, 11% da população está abaixo dos 6 anos de idade.